# Poručenské území

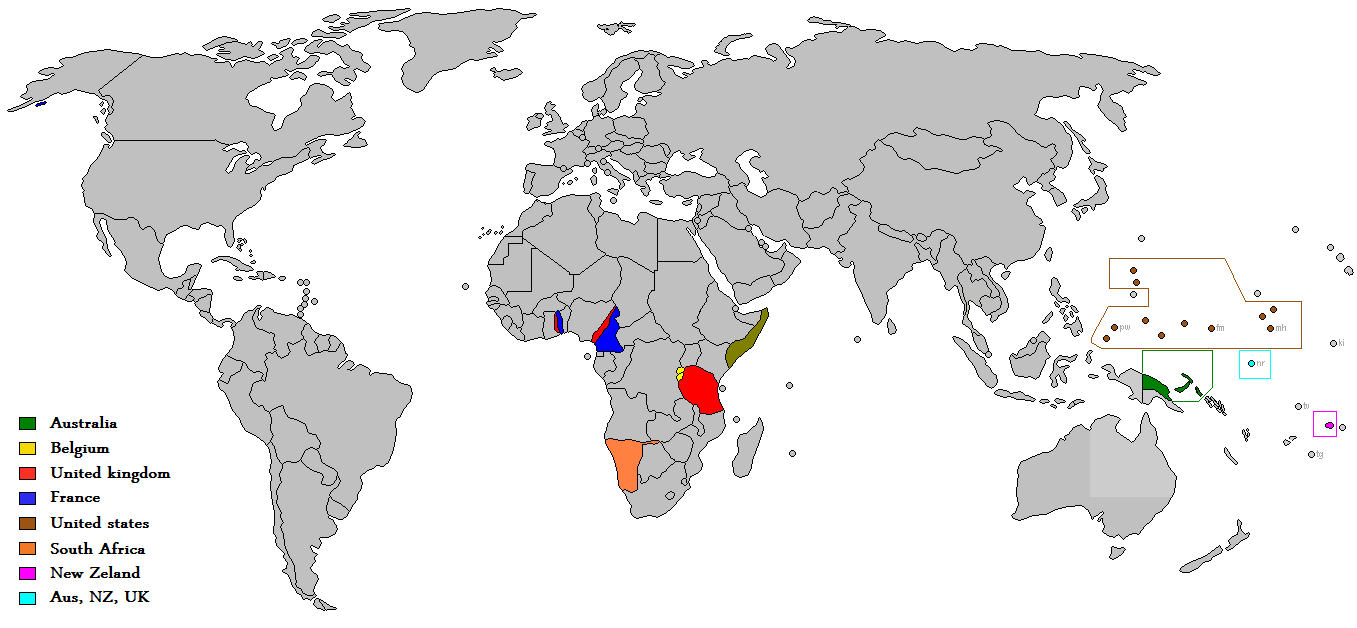
mapka poručenských území

Poručenská území Organizace spojených národů byla bývalá mandátní území Společnosti národů. Vznikla v roce 1946, kdy byla Společnost národů rozpuštěna a většina jejích institucí a úkolů byla převedena pod Organizaci spojených národů. Nad administrací těchto území dozorovala Poručenská rada OSN, která kontrolovala přípravy poručenských území na vlastní autonomii či nezávislost.

## Přehled území
Celkem existovalo 11 poručenských území, první z nich se osamostatnilo v roce 1957, poslední pak roku 1994. Od té doby je Poručenská rada OSN zakonzervována.
| Poručenské území            | Bývalá kolonie či protektorát | Spravující stát                             | Poznámka |
| --------------------------- | ----------------------------- | ------------------------------------------- | --- |
| Francouzský Kamerun         | Německý Kamerun               | Francie                                     | Roku 1960 vyhlášena nezávislá republika Kamerun. |
| Britský Kamerun             | Německý Kamerun               | Spojené království                          | Po referendu v roce 1961 byla většina území připojena k Nigérii, menší část ke Kamerunu.                                                                                       |
| Ruanda-Urundi               | Německá východní Afrika       | Belgie                                      | Roku 1962 vyhlášeny dva nezávislé státy – Rwanda a Burundi |
| Tanganika                   | Německá východní Afrika       | Spojené království                          | Roku 1962 vznikla republika Tanganika, která se o dva roky později spojila se Zanzibarem v Tanzanii.                                                                           |
| Francouzské Togo            | Togoland                      | Francie                                     | Od roku 1960 jako suverénní stát Togo. |
| Britské Togo                | Togoland                      | Spojené království                          | Po referendu z roku 1956 bylo území připojeno k Britskému Zlatému pobřeží, od 1957 nezávislá Ghana.                                                                            |
| Somálsko (poručenské území) | Italské Somálsko              | Itálie                                      | Roku 1949 bylo území svěřeno opětovně Itálii, roku 1960 vytvořilo společně s Britským Somálskem nezávislý stát Somálsko.                                                       |
| Teritorium Nová Guinea      | Německá Nová Guinea           | Austrálie                                   | Roku 1949 sloučena s teritoriem Papua v teritorium Papua Nová Guinea, samostatný stát od 1975.                                                                                 |
| Tichomořské ostrovy         | Německá Nová Guinea           | Spojené státy americké                      | Bývalé japonské mandátní území, dnešní státy Marshallovy ostrovy (nezávislost 1979), Federativní státy Mikronésie (1979) a Palau (1994) + Severní Mariany (závislé území USA). |
| Nauru                       | Německá Nová Guinea           | Austrálie, Nový Zéland a Spojené království | Nabytí nezávislosti roku 1968. |
| Západní Samoa               | Samoa (německá kolonie)       | Nový Zéland                                 | Roku 1962 vyhlášena nezávislá Západní Samoa, v roce 1997 přejmenována na Samou.                                                                                                |